# كاتلين (إلينوي)
كاتلين (بالإنجليزية: Catlin)‏ هي منطقة سكنية تقع في الولايات المتحدة في مقاطعة فيرميليون، إلينوي. يقدر عدد سكانها بـ 2,086 نسمة وترتفع عن سطح البحر 201 متر.

## الموقع الجغرافي
الموقع الجغرافي للمناطق المحيطة بهذه النقطة هو كالتالي: